# Elecciones municipales de 1931 en Madrid
El 12 de abril de 1931 tuvieron lugar en toda España unas trascendentes elecciones municipales cuyos resultados produjeron la caída de la monarquía y la proclamación de la República.
La Conjunción Republicano-Socialista triunfó sobre las candidaturas monárquicas en casi todas las capitales de provincia. Madrid, en la que con una población en la época de 950 000 habitantes correspondía elegir 50 concejales, no fue una excepción, ganando en votos la candidatura republicana a la monárquica en los 10 distritos electorales en los que estaba dividido Madrid.

## Resultados por distrito
| Distrito    | Candidatos electos (candidatura; fracción política) | Votos  |
| ----------- | --------------------------------------------------- | ------ |
| Centro      | Rafael Sánchez-Guerra (r. s.; republicano)          | 4716   |
| Centro      | Honorato Castro (r. s.; republicano)                | 4653   |
| Centro      | José Mouriz Riesgo (r. s.; socialista)              | 4609   |
| Centro      | Luis María Zunzunegui (m.; centrista)               | 2721   |
| Centro      | Aurelio Regúlez (m.; centrista)                     | 2686   |
| Hospicio    | Eduardo Ortega Gasset (r. s.; republicano)          | 5555   |
| Hospicio    | Antonio Fernández Quer (r. s.; socialista)          | 5226   |
| Hospicio    | Lucio Martínez Gil (r. s.; socialista)              | 5181   |
| Hospicio    | Manuel Rodríguez (m.; romanonista)                  | 3055   |
| Hospicio    | Francisco García Moro (m.; centrista)               | 2936   |
| Chamberí    | Niceto Alcalá-Zamora (r. s.; republicano)           | 12 275 |
| Chamberí    | Fernando Coca (r. s.; republicano)                  | 12 097 |
| Chamberí    | Cayetano Redondo (r. s.; socialista)                | 11 963 |
| Chamberí    | Fulgencio de Miguel (m.; romanonista)               | 4227   |
| Chamberí    | Dionisio García Guerreo (m.; centrista)             | 3963   |
| Buenavista  | Fernando de los Ríos (r. s.; socialista)            | 9997   |
| Buenavista  | Miguel Maura Gamazo (r. s.; republicano)            | 9925   |
| Buenavista  | Pedro Rico (r. s.; republicano)                     | 9905   |
| Buenavista  | Conde de Vallellano (m.; independiente)             | 6299   |
| Buenavista  | Isidro Buceta (m.; demócrata)                       | 6239   |
| Congreso    | Manuel Muiño Arroyo (r. s.; socialista)             | 8123   |
| Congreso    | Celestino García Santos (r. s.; socialista)         | 8051   |
| Congreso    | Fabián Talanquer López (r. s.; republicano)         | 8031   |
| Congreso    | Jenaro Marcos Cerrudo (m.; independiente)           | 4543   |
| Congreso    | Serafín Sacristán Fuentes (m.; Unión Monárquica)    | 3927   |
| Hospital    | Rafael Salazar Alonso (r. s.; republicano)          | 11 349 |
| Hospital    | Andrés Saborit (r. s.; socialista)                  | 11 221 |
| Hospital    | Trifón Gómez (r. s.; socialista)                    | 11 199 |
| Hospital    | Enrique Flores Vallés (m.; romanonista)             | 2261   |
| Hospital    | Apolinar Rato y Rodríguez San Pedro (m.; centrista) | 2044   |
| Inclusa     | Álvaro de Albornoz (r. s.; republicano)             | 9908   |
| Inclusa     | Eugenio Arauz (r. s.; republicano)                  | 9721   |
| Inclusa     | Manuel Cordero (r. s.; socialista)                  | 9537   |
| Inclusa     | Antonio Alberca (m.; romanonista)                   | 1460   |
| Inclusa     | Marqués de Encinares (m.; conservador)              | 1255   |
| Latina      | José Noguera Casaus (r. s.; republicano)            | 11 840 |
| Latina      | Rafael Henche de la Plata (r. s.; socialista)       | 11 008 |
| Latina      | Julián Besteiro Fernández (r. s.; socialista)       | 7341   |
| Latina      | Enrique Fraile Yuste (m.; romanonista)              | 2474   |
| Latina      | César Cort Boti (m.; romanonista)                   | 2144   |
| Palacio     | Eduardo Álvarez Herrero (r. s.; socialista)         | 6375   |
| Palacio     | Miguel Cámara Cendoya (r. s.; republicano)          | 6349   |
| Palacio     | Francisco Cantos Abad (r. s.; republicano)          | 6346   |
| Palacio     | Felipe Ruimonte Baquero (m.; conservador)           | 3745   |
| Palacio     | Antonio Pelegrín Medina (m.; conservador)           | 3533   |
| Universidad | Ángel Galarza Gago (r. s.; republicano)             | 12 214 |
| Universidad | Francisco Largo Caballero (r. s.; socialista)       | 12 092 |
| Universidad | Wenceslao Carrillo Alonso (r. s.; socialista)       | 11 859 |
| Universidad | Luis Barrena Alonso de Ojeda (m.; romanonista)      | 3262   |
| Universidad | José Layús Barrera (m.; centrista)                  | 3049   |

## Candidaturas
| Distrito                                                          | Censo   | Votantes        | Conjunción Republicano-Socialista | Candidatura monárquica |
| ----------------------------------------------------------------- | ------- | --------------- | --------------------------------- | ---------------------- |
| Centro                                                            | 12.799  | 8.128 (63,5%)   | 4.659 (57,3%)                     | 2.694 (33,1%)          |
| Buenavista                                                        | 24.300  | 16.395 (67,4%)  | 9.942 (60,6%)                     | 6.283 (38,3%)          |
| Chamberí                                                          | 24.930  | 16.971 (68,0%)  | 11.865 (69,9%)                    | 4.010 (28,6%)          |
| Congreso                                                          | 19.206  | 13.280 (69,1%)  | 8.111 (61,0%)                     | 4.119 (31,0%)          |
| Inclusa                                                           | 18.070  | 11.594 (64,1%)  | 9.720 (83,8%)                     | 1.264 (10,9%)          |
| Hospital                                                          | 20.637  | 13.931 (67,5%)  | 11.286 (81,0%)                    | 2.069 (14,8%)          |
| Palacio                                                           | 16.764  | 10.785 (64,3%)  | 6.385 (59,2%)                     | 2.841 (20,7%)          |
| Latina                                                            | 21.330  | 14.039 (65,8%)  | 11.227 (79,9%)                    | 2.262 (16,1%)          |
| Hospicio                                                          | 13.958  | 9.537 (68,3%)   | 5.345 (56,0%)                     | 2.968 (31,1%)          |
| Universidad                                                       | 24.790  | 16.148 (65,1%)  | 12.090 (74,8%)                    | 3.106 (19,2%)          |
| Total                                                             | 196.766 | 130.808 (66,4%) | 90.630 (69,2%)                    | 31.616 (24,1%)         |
| Conjunción: 30 (15 socialistas y 15 republicanos) Monárquicos: 20 |         |                 |                                   |                        |